# Waarschoot
Waarschoot är en tidigare kommun i Belgien.   Den ligger i provinsen Östflandern och regionen Flandern, i den nordvästra delen av landet, 60 km nordväst om huvudstaden Bryssel. Antalet invånare är 7 915. Arean är 27,9 kvadratkilometer.
Terrängen i Waarschoot är mycket platt.
Omgivningarna runt Waarschoot är en mosaik av jordbruksmark och naturlig växtlighet. Runt Waarschoot är det tätbefolkat, med 397 invånare per kvadratkilometer.